# Schalenstein im Staatsforst Schieder

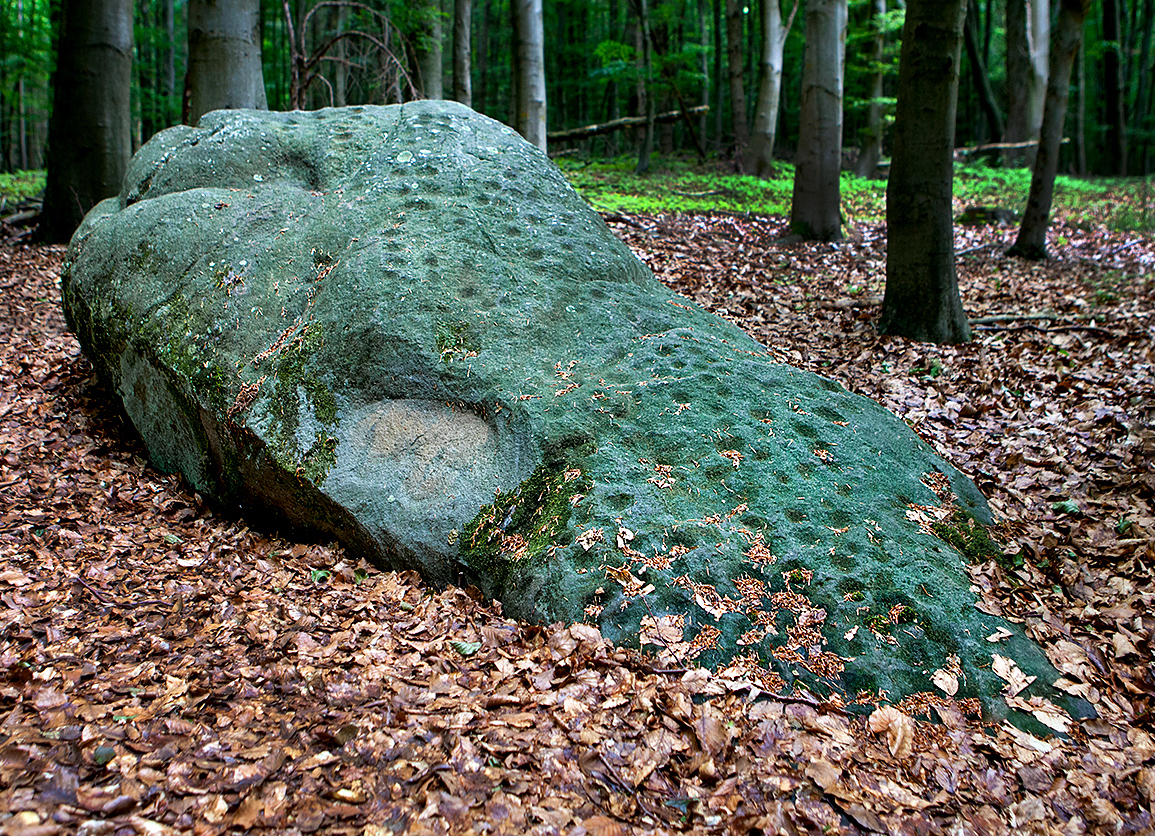
Schalenstein am Bennerberg

Der Schalenstein im Staatsforst Schieder liegt am südwestlichen Hang des Bennerberges, oberhalb des Niesetales in der ostwestfälischen Gemeinde Schieder-Schwalenberg im Kreis Lippe in Nordrhein-Westfalen.
Dieser etwa 3,5 m lange und in der Mitte etwa 0,8 m hohe Schalenstein weist auf seinem schildförmigen Rücken etwa 70 schalenförmige Vertiefungen in Apfelgröße auf, die teilweise eine Reihung oder Gruppierung erkennen lassen. In den benachbarten Ortsteilen Brakelsiek und Lothe wird der Stein auch Richter- oder Richtstein genannt. In der Nähe liegen zumeist in einer Reihe weitere Felsbrocken, die jeweils einzelne oder zahlreiche Schälchen tragen. Bei einer archäologischen Probegrabung durch Leo Nebelsiek wurden an der Westseite des Schalensteines in einer Tiefe von 25 bis 30 cm vier vorgeschichtliche Tonscherben gefunden, die in die Jungsteinzeit beziehungsweise in die Bronzezeit zu datieren sind. Beiderseits der Schalensteinreihen wurden zudem am Berghang niedrige Terrassen beobachtet, die sicherlich von Menschenhand geschaffen wurden.
Etwa 50 m südlich des Schalensteines liegt an einem Waldweg ein weiterer auffällig geformter Steinblock mit drei fuß- bis kopfgroßen Eintiefungen, die vermutlich auf natürliche Weise entstanden sind. Dieser Stein, an den sich eine Sage knüpft, ist in den benachbarten Dörfern auch als Teufels- oder Hexenstein bekannt.
Bei den am Hang des Bennerberges liegenden Steinblöcken aus Quarzit handelt es sich um Findlinge aus der geologischen Stufe des Rhaetiums, die während einer der Eiszeiten dorthin verfrachtet wurden.